# Burg Falkenhalden

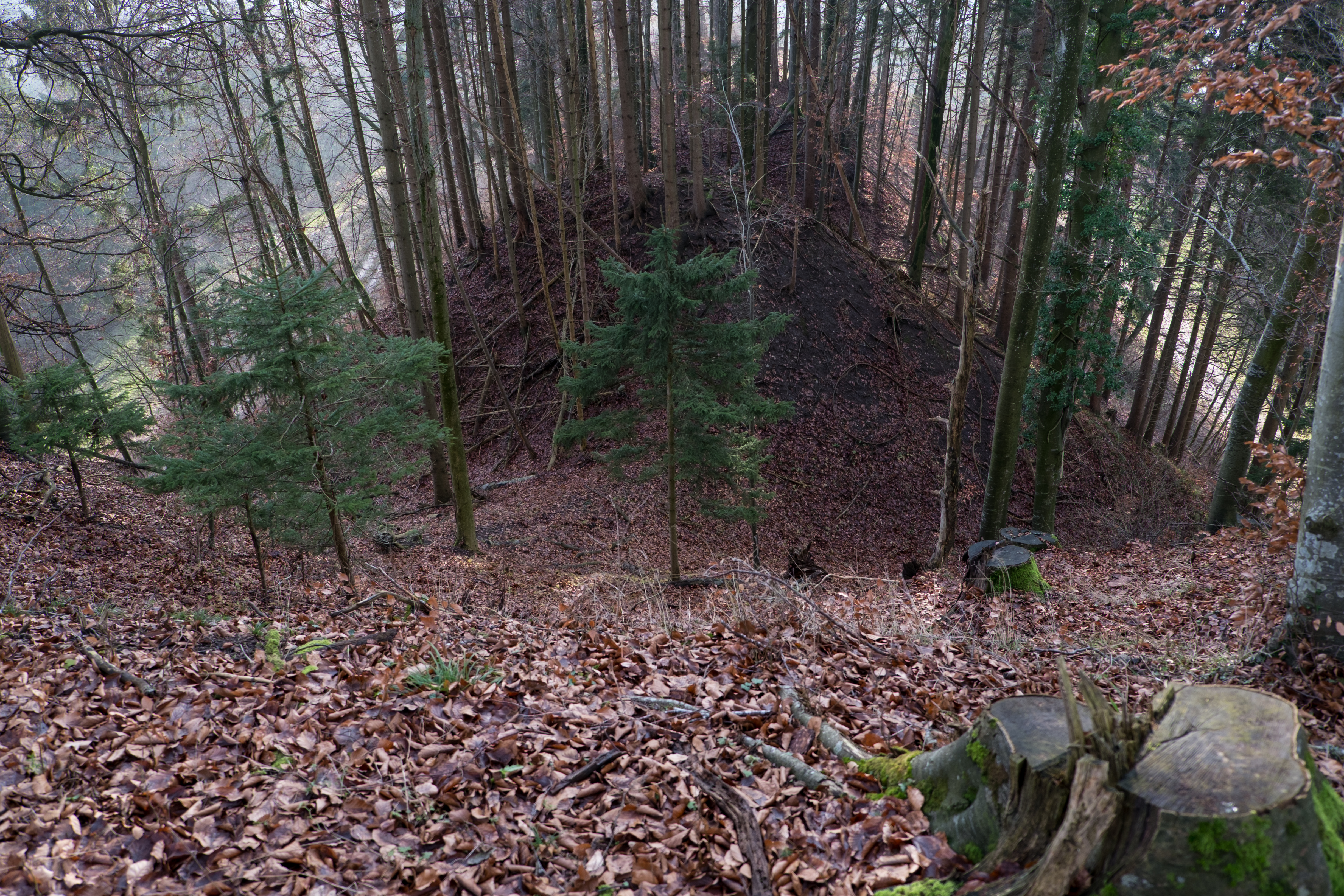
Südwestlicher Abschnittsgraben der Hauptfläche (Januar 2013)

Die Burg Falkenhalden, auch Burg Falkenstein genannt, ist eine abgegangene hochmittelalterliche Spornburg auf dem „Schlossbühl“ bei 630 m ü. NHN oberhalb des Hofes Falkenhalden bei Homberg, einem Ortsteil der Gemeinde Deggenhausertal im Bodenseekreis in Baden-Württemberg.
Von der Burg, von der nur noch der Burgstall, drei Gräben und Wälle erhalten sind, sind bis heute keine genauen Informationen bekannt. Die Burgstelle zählt zu den Größten im Bodenseekreis.

## Geschichte
Über die Geschichte dieser Burg ist bis heute nichts Genaues bekannt, archäologische Funde in Form von keramischen Wandbruchstücken aus dem südwestlichen Graben und dem diesen vorgelegten Wall belegen eine Begehung schon während der Vorgeschichte, wohl in der Metallzeit. Der Sporn wurde damals als möglicherweise befestigte Höhensiedlung genutzt. Spätere Funde des Jahres 2004 aus dem Bereich der runden Grube in der Kernburg stammen aus dem Spätmittelalter. 
Die Bauherren dieser recht großen Burganlage sind unbekannt, möglicherweise kommen dazu die edelfreien Herren von Deggernhausen in Betracht. Eine erste mögliche Erwähnung der Burg stammt aus dem Jahr 1171, als Abt Diethelm von Reichenau einen halben Mansus „in Ualchinstein“ bei einem Tauschgeschäft mit dem Kloster Reichenau erwähnt. Später im Jahr 1213 wurden die Brüder Konrad, Heinrich und Diethart von Falkenstein zusammen mit weiteren meist Ortsadeligen der Umgebung in einer Urkunde König Friedrich II. genannt. Diese sich nach der Burg nennende Familie war ministerialadeligen Standes und diente möglicherweise den Deggernhausern. Als Erbauer dieser großen Burg kommen sie eher nicht in Betracht, sie bewohnten wohl nur die Burg oder Bereiche davon. Weitere Mitglieder der Familie waren der 1251 genannte Konrad von Falkenstein sowie der im Jahr 1294 erwähnte, sich ebenfalls Konrad nennende Falkensteiner. Mit ihm liegt auch die letztmalige Erwähnung der Falkensteiner Familie vor. Auch über den Abgang der Burg liegen keine Erkenntnisse vor, der frühere Hof Falkenhalden, der sich östlich der Burgstelle befand, existierte 1989 noch, wie ein Luftbild aus der Zeit zeigt.

## Beschreibung
Die Burg befand sich auf einem vom Höchsten Richtung Südwesten ragenden Sporn, der durch zwei Zuflüsse der Deggenhauser Aach begrenzt wird. Im Nordosten wurde die Anlage durch einen heute noch gut erhaltenen Halsgraben geschützt, der durch einen Waldweg weiter eingetieft wurde. Richtung Südwesten bildet ein etwa 30 Meter langes und acht bis zehn Meter breites Plateau eine Art Vorburg und endet an der etwa fünf Meter tiefen Böschung eines Abschnittsgrabens, der etwa zehn Meter hoch zum eigentlichen Burgplatz anschließt. Auf dem etwa 100 Meter langen Burgplatz findet sich eine etwa zwei Meter tiefe, runde Senke, am südwestlichen Ende der Hochfläche eine ähnlich tiefe und annähernd rechteckige Grube, beide wurden bisher nicht wissenschaftlich untersucht, sind aber wahrscheinlich der Burg zuzuordnen. Am südwestlichen Ende der Fläche führt eine steile, etwa zwölf Meter tiefe Böschung in einen weiteren Abschnittsgraben mit hoch aufragender Wallrippe, der vom südwestlichen Teil des Sporns durch einen weiteren Abschnittsgraben getrennt ist. Die schmale Fläche des Sporns war offenbar noch Teil der Befestigungsanlage.